# Nikola Šafarić
Nikola Šafarić (Čakovec, 11 marzo 1981) è un allenatore di calcio ed ex calciatore croato, di ruolo centrocampista, tecnico del Varaždin.

## Carriera

### Allenatore
Il 3 dicembre 2023 succede a Mario Kovačević la panchina del Varaždin.

## Statistiche

### Cronologia presenze e reti in nazionale
| Cronologia completa delle presenze e delle reti in nazionale ― Croazia | Cronologia completa delle presenze e delle reti in nazionale ― Croazia | Cronologia completa delle presenze e delle reti in nazionale ― Croazia | Cronologia completa delle presenze e delle reti in nazionale ― Croazia | Cronologia completa delle presenze e delle reti in nazionale ― Croazia | Cronologia completa delle presenze e delle reti in nazionale ― Croazia | Cronologia completa delle presenze e delle reti in nazionale ― Croazia | Cronologia completa delle presenze e delle reti in nazionale ― Croazia |
| Data                                                                   | Città                                                                  | In casa                                                                | Risultato                                                              | Ospiti                                                                 | Competizione                                                           | Reti                                                                   | Note                                                                   |
| ---------------------------------------------------------------------- | ---------------------------------------------------------------------- | ---------------------------------------------------------------------- | ---------------------------------------------------------------------- | ---------------------------------------------------------------------- | ---------------------------------------------------------------------- | ---------------------------------------------------------------------- | ---------------------------------------------------------------------- |
| 18-8-2004                                                              | Varaždin                                                               | Croazia                                                                | 1 – 0                                                                  | Israele                                                                | Amichevole                                                             | -                                                                      | 82’                                                                    |
| 29-1-2006                                                              | Hong Kong                                                              | Croazia                                                                | 0 – 2                                                                  | Corea del Sud                                                          | Amichevole                                                             | -                                                                      | 77’                                                                    |
| 1-2-2006                                                               | Hong Kong                                                              | Hong Kong                                                              | 0 – 4                                                                  | Croazia                                                                | Amichevole                                                             | -                                                                      | 81’                                                                    |
| Totale                                                                 |                                                                        | Presenze                                                               | 3                                                                      |                                                                        | Reti                                                                   | 0                                                                      |                                                                        |